# Мурановская улица
Мура́новская улица — улица на севере Москвы в районе Бибирево Северо-восточного административного округа, между улицей Пришвина и улицей Лескова. Названа в 1976 году по подмосковному селу Мураново, известному по музею-усадьбе поэтов Е. А. Баратынского и Ф. И. Тютчева.

## Расположение
Мурановская улица проходит с юга на север, начинается от улицы Пришвина и заканчивается на улице Лескова напротив Мелиховской улицы.

## Общественный транспорт
По Мурановской улице проходят маршруты автобусов:
Н9, 705, 282, 353

## Учреждения и организации
№ 5 — проектная организация «Метро-Стиль 2000»